# Distretto di Nilüfer
Il distretto di Nilüfer (in turco Nilüfer ilçesi) è uno dei distretti della provincia di Bursa, in Turchia. Nel distretto, su due colline adiacenti sulle rive del lago di Uluabat, si possono visitare i resti dell'antica Apollonia, città della Misia.